# Jan Głowacki z Zagórzyc
Jan Głowacki z Zagórzyc herbu Prus I (zm. w 1556 roku) – sędzia sieradzki w latach 1537-1556, surogator ostrzeszowski w latach 1538-1542, surogator sieradzki w latach 1536-1537.
Poseł na sejm krakowski 1540 roku, sejm krakowski 1553 roku z województwa sieradzkiego.